# Miklós Maros
Miklós Maros   (Pécs, 14 de novembre de 1943) és un compositor hongarès.
És un compositor hongarès. Fill del compositor Maros Rudolf i la violinista Klára Molnár i germana de l'arpista Éva. Va estudiar al Conservatori Béla Bartók de Budapest amb Rezsö Sugár i a l'Acadèmia de Música Ferenc Liszt amb Ferenc Szabó i va continuar els seus estudis a Estocolm amb I. Lidholm i G. Ligeti.
De 1971 a 1973, Maros va ser professor de composició a l'Escola Secundària de Música de Stockholm. De 1971 a 1978, va ensenyar a l'Estudi de Música Electrònica (EMS) a Estocolm, i de 1976 a 1980 va ensenyar a "Stockholm Muikcollege". De 1980 a 1981, va ser convidat del Programa d'Artistes Berlin del Servei Alemany d'Intercanvi Acadèmic de Berlín Occidental. El 1972, ell i la seva dona, la cantant Ilona Maros, van formar el "Maros Ensemble" per a la interpretació de la música contemporània. El 1990, Maros va rebre el premi Lifetime-Artists of the Swedish Government.
A més de dues òperes, ha compost molts treballs per a conjunts de cambra, obres simfòniques, concerts i obres vocals. Les composicions seleccionades inclouen:
- Stora Grusharpan (The Large Gravel Harp), òpera, 1982;
- Kastrater - Castrati, òpera, 2002.

## Orquestral
- Simfonia núm. 4 per a orquestra, 1998.

## Concertant
- Sinfonia Concertante (Sinfonía núm. 3) per a violí, violoncel, contrabaix i cordes, 1986
- Konzertmusik (Concert Music) per a violí, violí i conjunt de cambra, 1992

## Música de cambra
- Viola-sonata per a viola i electrònica en directe, 1970;
- Glädjebud (Good Tidings) per trompeta, violí i viola, 1971;
- Lilt Arty i Crafty, per al alt, viola (o violoncel) i piano, 1976;
- Diptychon, per a viola i òrgan, 1979;
- Partita, per a viola i piano, 1991;
- Claris, per a clarinet, viola i piano, 1994;
- Confabulació, per a flauta, viola i guitarra, 1997.

## Per la seva obra, anau a
- https://www.mmaros.com/List-of-Works Arxivat 2022-05-27 a Wayback Machine.